# Bertioga
Bertioga è un comune del Brasile nello Stato di San Paolo, parte della mesoregione Metropolitana de São Paulo e della microregione di Santos.

## Storia
Si tratta di una rinomata stazione balneare staccatasi dal municipio di Santos, del quale era un distretto, solo dal 1993. Qui nel 1979 morì il medico e criminale di guerra nazista Josef Mengele.